# Barra Bonita (ort)
Barra Bonita är en ort i Brasilien.   Den ligger i kommunen Barra Bonita och delstaten São Paulo, i den södra delen av landet, 700 km söder om huvudstaden Brasília. Barra Bonita ligger 467 meter över havet och antalet invånare är 37 246.
Terrängen runt Barra Bonita är huvudsakligen lite kuperad. Barra Bonita ligger nere i en dal. Barra Bonita är det största samhället i trakten.
Trakten runt Barra Bonita består till största delen av jordbruksmark. Runt Barra Bonita är det ganska tätbefolkat, med 230 invånare per kvadratkilometer.